# 乔治·萨蒙
乔治·萨蒙（英語：George Salmon，1819年9月25日—1904年1月22日）是一位爱尔兰数学家和聖公宗神學家，专攻代数几何。